# Olszewo-Reszki
Olszewo-Reszki (prononciation : [ɔlˈʂɛvɔ ˈrɛʂki]) est un village polonais de la gmina de Stupsk dans le powiat de Mława de la voïvodie de Mazovie dans le centre-est de la Pologne.
Il se situe à environ 3 kilomètres à l'est de Stupsk (siège de la gmina), 13 kilomètres au sud-est de Mława (siège du powiat) et à 97 kilomètres au nord de Varsovie (capitale de la Pologne).
Le village compte approximativement une population de 50 habitants en 2006.

## Histoire
De 1975 à 1998, le village appartenait administrativement à la voïvodie de Ciechanów.